# 오마치시
오마치시(일본어: 大町市)는 일본 나가노현 북서부에 있는 시이다.
시 서쪽에는 해발 3000m를 넘은 산들이 줄지어 있는 기타알프스가, 북쪽에는 니시나 산코(仁科三湖)라고 불리는 아오키호(青木湖), 나카쓰나호(中綱湖), 기자키호(木崎湖)가 있고, 시내에 온천도 많은 관광 도시이다.

## 지리
서부에는 해발 3000m의 광대한 히다산맥, 동쪽에는 1000m에 가까운 산들이 있다. 북부에는 니시나 3호(仁科三湖)로 불리는 세 개의 구조호가 남북으로 늘어서 있어 이토이가와-시즈오카 구조선 활단층계가 있다고 여겨진다.
오키타 지구의 유일한 시이며 정치와 경제 기능이 집적하고 있다.

### 기후
대륙성 기후이며 여기에 구 야사카촌은 중앙 고지식 기후, 그 이외의 지역은 동해측 기후로 겨울에 눈이 많은 폭설 지대이다.
| 오마치시의 기후                                              | 오마치시의 기후 | 오마치시의 기후 | 오마치시의 기후 | 오마치시의 기후 | 오마치시의 기후 | 오마치시의 기후 | 오마치시의 기후 | 오마치시의 기후 | 오마치시의 기후 | 오마치시의 기후 | 오마치시의 기후 | 오마치시의 기후 | 오마치시의 기후 |
| 월                                                           | 1월             | 2월             | 3월             | 4월             | 5월             | 6월             | 7월             | 8월             | 9월             | 10월            | 11월            | 12월            | 연간            |
| ------------------------------------------------------------ | --------------- | --------------- | --------------- | --------------- | --------------- | --------------- | --------------- | --------------- | --------------- | --------------- | --------------- | --------------- | --------------- |
| 역대 최고 기온 °C (°F)                                       | 13.7 (56.7)     | 18.0 (64.4)     | 22.6 (72.7)     | 28.2 (82.8)     | 31.8 (89.2)     | 32.5 (90.5)     | 34.9 (94.8)     | 35.5 (95.9)     | 32.8 (91.0)     | 28.2 (82.8)     | 22.5 (72.5)     | 18.3 (64.9)     | 35.5 (95.9)     |
| 일평균 최고 기온 °C (°F)                                     | 1.6 (34.9)      | 2.8 (37.0)      | 7.4 (45.3)      | 15.0 (59.0)     | 20.8 (69.4)     | 23.8 (74.8)     | 27.2 (81.0)     | 28.5 (83.3)     | 23.7 (74.7)     | 17.7 (63.9)     | 11.6 (52.9)     | 4.8 (40.6)      | 15.4 (59.7)     |
| 일일 평균 기온 °C (°F)                                       | −2.8 (27.0)     | −2.3 (27.9)     | 1.6 (34.9)      | 8.0 (46.4)      | 14.0 (57.2)     | 17.9 (64.2)     | 21.6 (70.9)     | 22.4 (72.3)     | 18.1 (64.6)     | 11.8 (53.2)     | 5.8 (42.4)      | 0.2 (32.4)      | 9.7 (49.4)      |
| 일평균 최저 기온 °C (°F)                                     | −7.5 (18.5)     | −7.4 (18.7)     | −3.4 (25.9)     | 2.0 (35.6)      | 8.1 (46.6)      | 13.2 (55.8)     | 17.4 (63.3)     | 18.0 (64.4)     | 13.9 (57.0)     | 7.2 (45.0)      | 0.9 (33.6)      | −3.9 (25.0)     | 4.9 (40.8)      |
| 역대 최저 기온 °C (°F)                                       | −17.0 (1.4)     | −18.0 (−0.4)    | −14.5 (5.9)     | −11.1 (12.0)    | −1.2 (29.8)     | 3.6 (38.5)      | 10.3 (50.5)     | 9.0 (48.2)      | 2.0 (35.6)      | −4.2 (24.4)     | −7.6 (18.3)     | −14.8 (5.4)     | −18.0 (−0.4)    |
| 평균 강수량 mm (인치)                                        | 84.7 (3.33)     | 78.1 (3.07)     | 100.1 (3.94)    | 98.1 (3.86)     | 111.5 (4.39)    | 159.4 (6.28)    | 195.3 (7.69)    | 136.1 (5.36)    | 165.0 (6.50)    | 129.1 (5.08)    | 69.8 (2.75)     | 78.8 (3.10)     | 1,405.9 (55.35) |
| 평균 강설량 cm (인치)                                        | 164 (65)        | 133 (52)        | 76 (30)         | 5 (2.0)         | 0 (0)           | 0 (0)           | 0 (0)           | 0 (0)           | 0 (0)           | 0 (0)           | 6 (2.4)         | 73 (29)         | 454 (179)       |
| 평균 강수일수 (≥ 1.0 mm)                                     | 12.2            | 10.9            | 12.0            | 10.3            | 10.8            | 11.5            | 14.0            | 11.0            | 10.8            | 9.2             | 9.2             | 12.4            | 134.3           |
| 평균 강설일수 (≥ 3 cm)                                       | 18.4            | 15.9            | 9.4             | 0.8             | 0               | 0               | 0               | 0               | 0               | 0               | 0.7             | 7.7             | 52.9            |
| 평균 월간 일조시간                                           | 107.2           | 125.3           | 163.4           | 185.1           | 198.4           | 146.6           | 137.4           | 169.4           | 118.9           | 137.6           | 132.2           | 108.6           | 1,730           |
| 출처: 일본 기상청 (평년값: 1991년~2020년, 극값: 1978년~현재) |                 |                 |                 |                 |                 |                 |                 |                 |                 |                 |                 |                 |                 |

## 역사
가마쿠라 시대에 호족 니시나씨 성관인 "덴쇼지관"을 중심으로 수도를 모방한 도시 계획이 진행되어 시장 거리가 형성되었다. 이것이 현재 오마치 시가지의 원형을 이룬다. 에도 시대에는 지쿠니 가도의 슈쿠바(역참)인 오마치주쿠로 정비되어 물류의 중계지점으로 번창하였다.
- 1875년 2월 18일 - 오마치촌이 성립하였다.
- 1879년 - 기타아즈미군이 성립하면서 오마치촌은 여기에 속하게 되었다.
- 1889년 4월 10일 - 오마치촌이 정으로 승격하였다.
- 1954년 7월 1일 - 기타아즈미군의 1정 3촌이 합병해 오마치시가 성립하였다.
- 2006년 1월 1일 - 기타아즈미군 야사카촌, 미아사촌을 편입하였다.

## 교통

### 철도
- 동일본 여객철도 오이토선

### 도로
- 국도 19호선
- 국도 147호선
- 국도 148호선
- 국도 406호선

## 인구
| 연도 | 인구   | ±%     |
| ---- | ------ | ------ |
| 1960 | 41,185 | —      |
| 1970 | 35,817 | −13.0% |
| 1980 | 36,083 | +0.7%  |
| 1990 | 34,300 | −4.9%  |
| 2000 | 33,550 | −2.2%  |
| 2010 | 28,805 | −14.1% |

## 자매 결연 도시
- 일본 도야마현 히미시 (1972년 11월 20일)
- 일본 도쿄도 다치카와시 (1991년 3월 25일)
- 오스트리아 인스부르크 (1985년 2월 18일 국제 우호 도시 체결)